# 土耳其150位不受歡迎人物
土耳其150位不受歡迎人物，（土耳其语：Yüzellilikler）是指1923年土耳其共和國建立，廢止蘇丹制後，政府制訂的不受歡迎人物的名單。
這份名單在1924年4月23日由土耳其大國民議會確定，在1924年7月1日修訂，名單上的人物多是前鄂圖曼帝國政府文武官員，它重申了帝國和共和國之間的政治和文化的斷裂。
最高級的人物是末代蘇丹穆罕默德六世和帝國謝赫伊斯蘭Ürgüplü Mustafa Sabri Efendi。